# Leland Cunningham
Leland Erskin Cunningham, född 19 februari 1904 i Wiscasset, Maine, död 31 maj 1989 i Richmond, Kalifornien, var en amerikansk astronom.
1938 återupptäckte han den periodiska kometen 34D/Gale
Minor Planet Center listar honom som L. E. Cunningham och som upptäckare av 4 asteroider.
Asteroiden 1754 Cunningham är uppkallad efter honom.

## Asteroider upptäckta av Leland Cunningham
| 2211 Hanuman     | 26 november 1951  |
| 6939 Lestone     | 22 september 1952 |
| (46512) 1951 QD  | 31 augusti 1951   |
| (99948) 1952 SU1 | 23 september 1952 |